# 林天东
林天东（1947年12月—），男，汉族，海南万宁人，中国中医学家，海南省中医院主任医师、教授。第四届国医大师。林天东父亲林盛森是当地医生。 